# Arquitetura nos países lusófonos

## Introdução
Utilizando-se do rico repertório deixado por Vignola, bem como das tradições mouriscas e heranças da Antiguidade, os portugueses conseguiram desenvolver uma linguagem arquitetônica própria, que fincou raízes não apenas em terras lusitanas, mas em todos os territórios que faziam parte de seu Império Colonial e que hoje se constituem na Comunidade dos Países Lusófonos.
Mesmo havendo ocorrido, a partir do século XIX, o processo de descolonização, podemos ainda hoje encontrar uma forte identidade - não apenas linguística - em todas as ex-colônias portuguesas onde, ao se mesclar com as tradições culturais de cada localidade, a cultura lusitana permanece viva.
Tomemos como exemplo a Igreja da Polana, erigida em Maputo, capital de Moçambique, construída em 1962, a partir de projeto de Nuno Craveiro Lopes.  

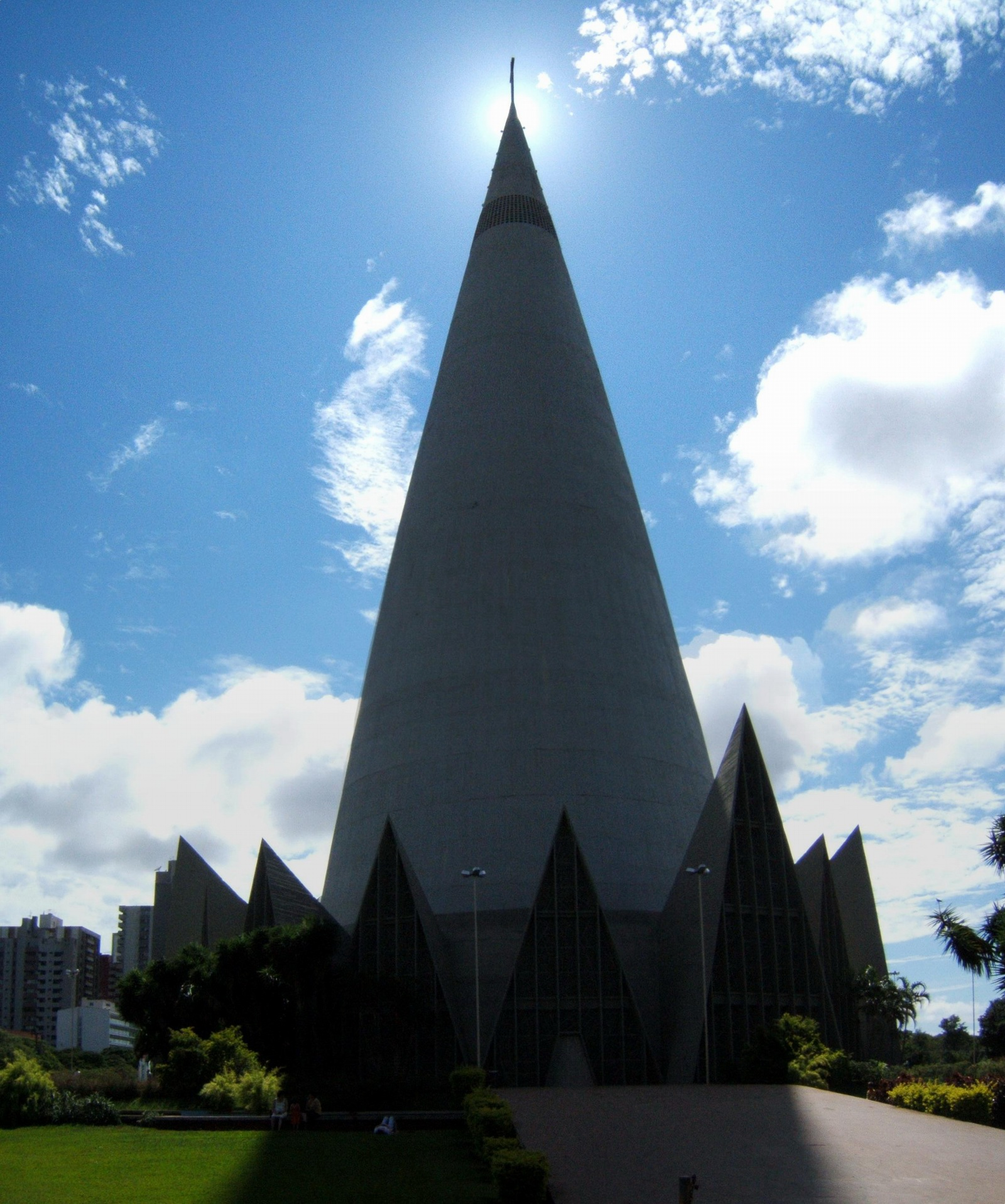
Catedral de Maringá, Paraná, Brasil.

Basta compará-la com a Catedral de Maringá, dedicada a Nossa Senhora da Glória, do arquiteto José Augusto Bellucci, cuja pedra fundamental foi assentada em 1958.
Será que houve plágio? Ou será que tradições arquitetônicas comuns a portugueses  e brasileiros, que foram evoluindo paralelamente, podem ter levado a concepções semelhantes?
"A Catedral Basílica Menor de Nossa Senhora da Glória, ou mais conhecida como a Catedral de Maringá, é o décimo monumento mais alto do mundo e o segundo da América do Sul. Sua altura é de 114m+10m da cruz, totalizando assim 124m de altura. É um projeto moderno e arrojado feito pelo arquiteto José Augusto Belluci. A Catedral é toda contornada por espelho de água com fontes luminosas e chafarizes que jorram a água à 5m de altura. Monumento belo e imponente que demonstra a fé do povo Maringaense."

## Paralelismos
A coincidência de padrões arquitetônicos não é fato recente.Se tomarmos, por exemplo, a Catedral-Basílica Primacial de São Salvador, de 1663, e a compararmos com a Igreja de Nossa Senhora da Conceição do Colégio dos Jesuítas, em Santarém, veremos que também guardam paralelismos em relação à Basílica do Bom Jesus em Goa e com a hoje destruída, Catedral de São Paulo em Macau.
"História, beleza arquitetônica, cultura e proteção de três santos. Tudo isso pode ser encontrado na Catedral Basílica, construída no início do século 18 e considerada a mais rica de toda a arte barroca luso-brasileira.

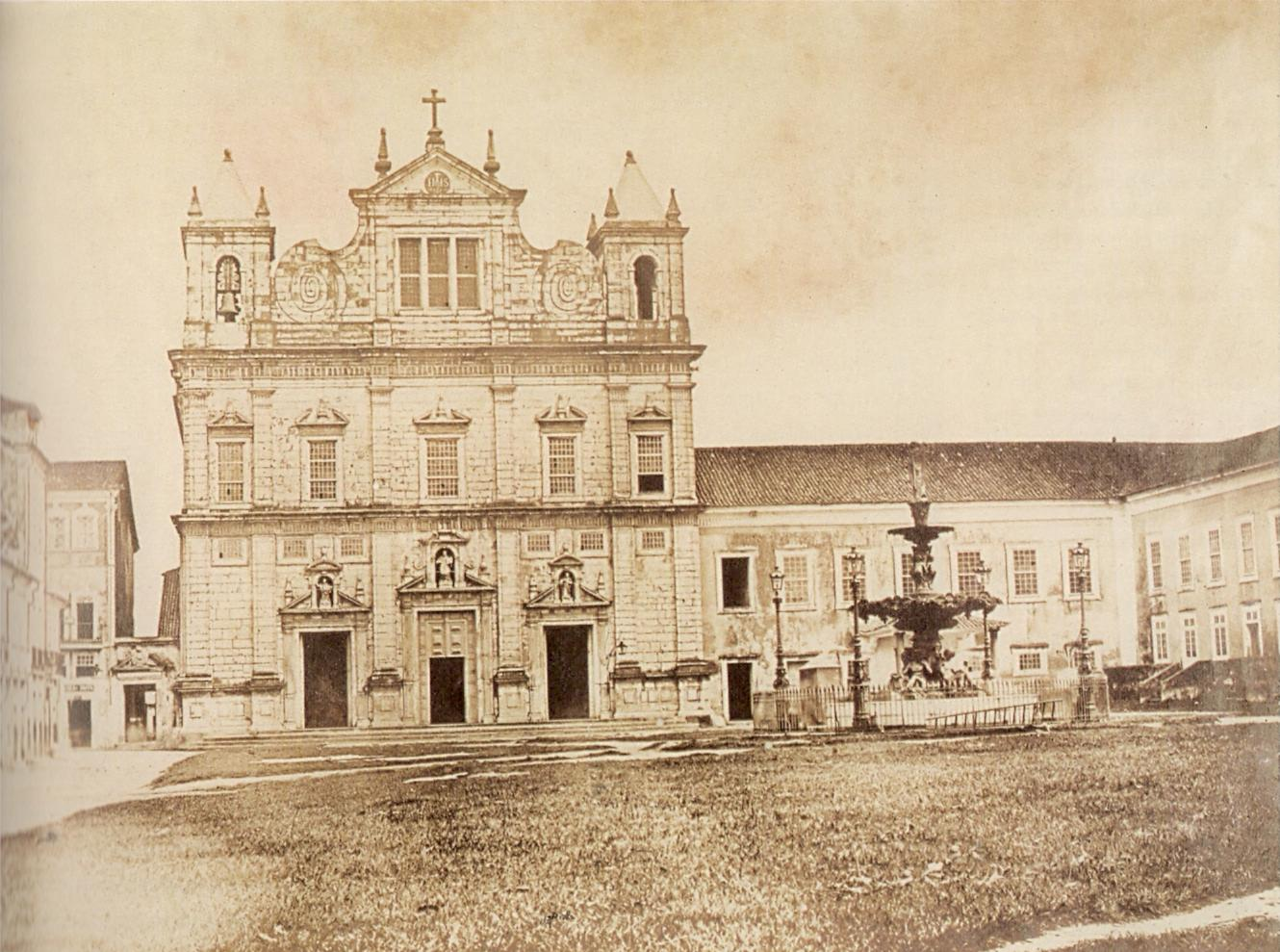
Catedral de Salvador, Bahia, foto de 1858.

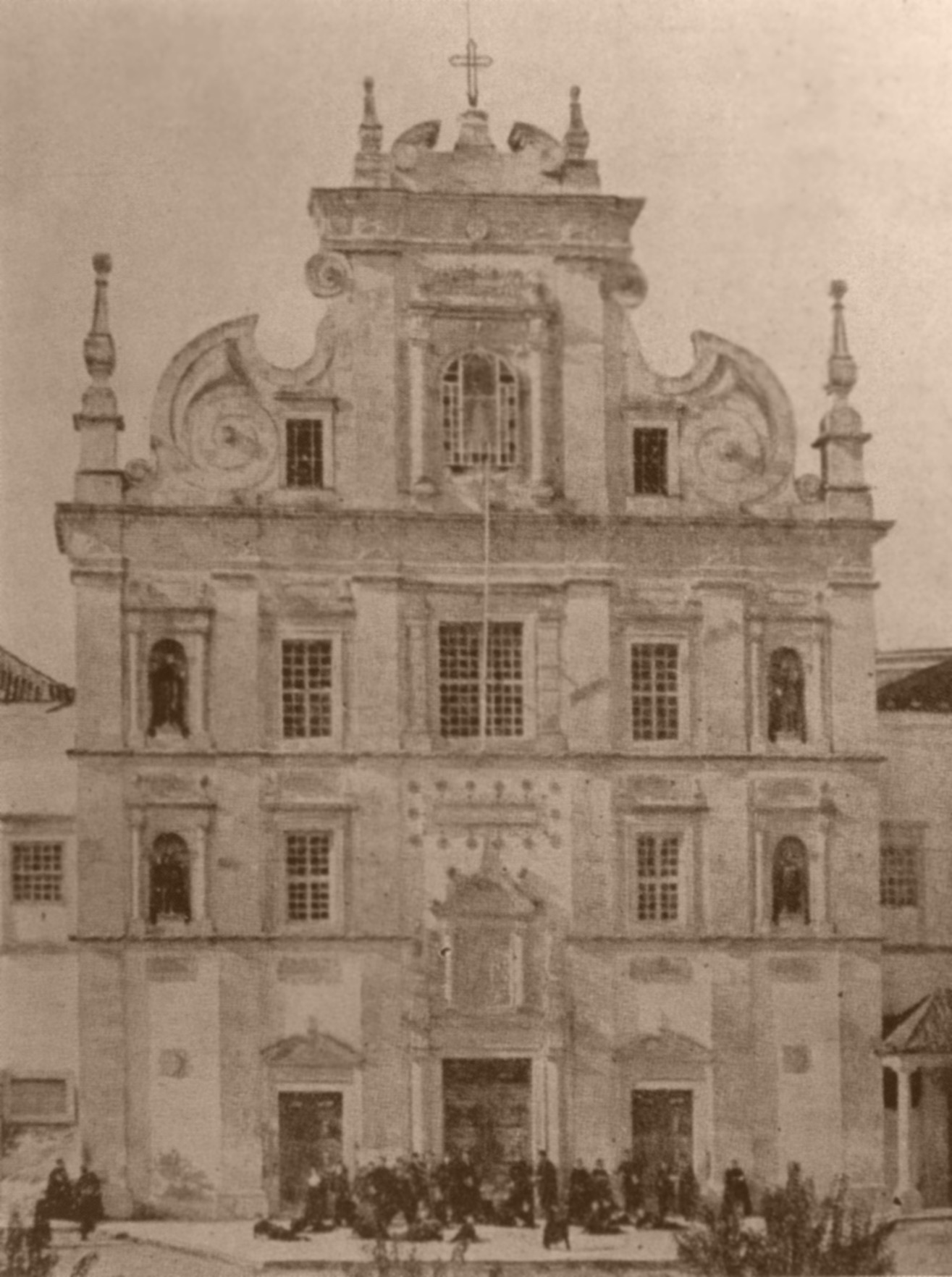
Igreja de Nossa Senhora da Conceição do Colégio dos Jesuítas-Santarém-Portugal (sec XIX).

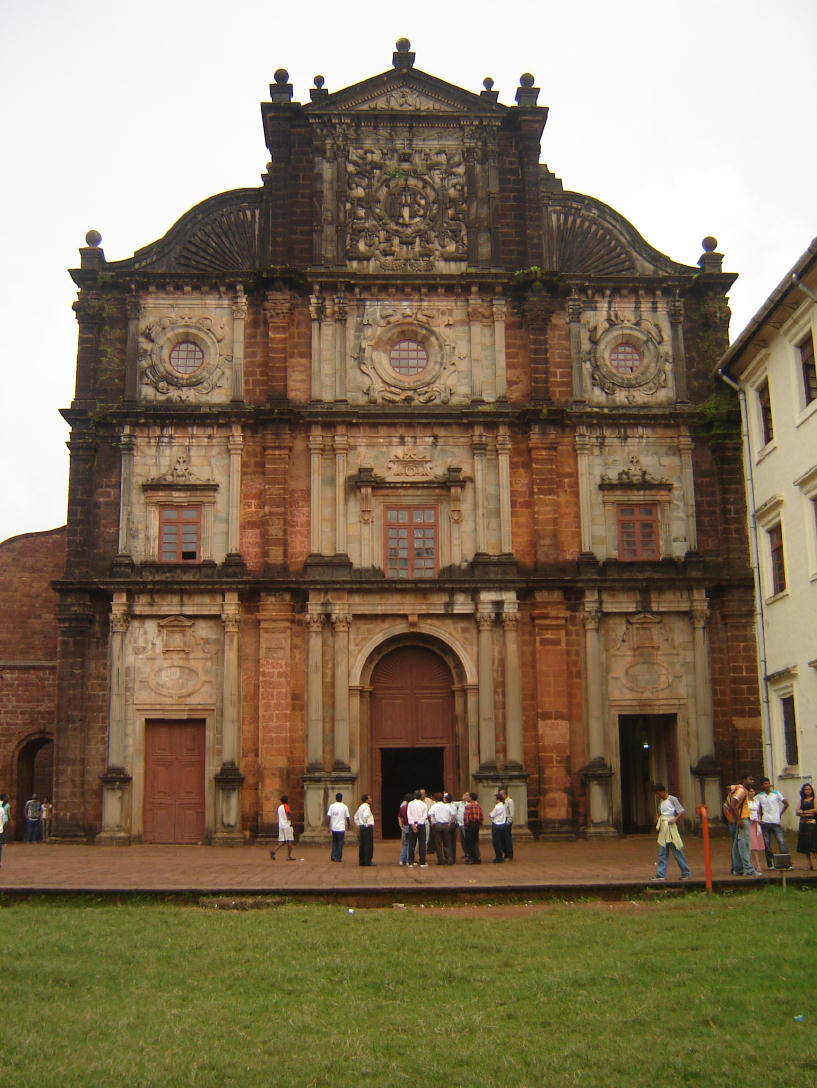
Igreja Bom Jesus Goa.

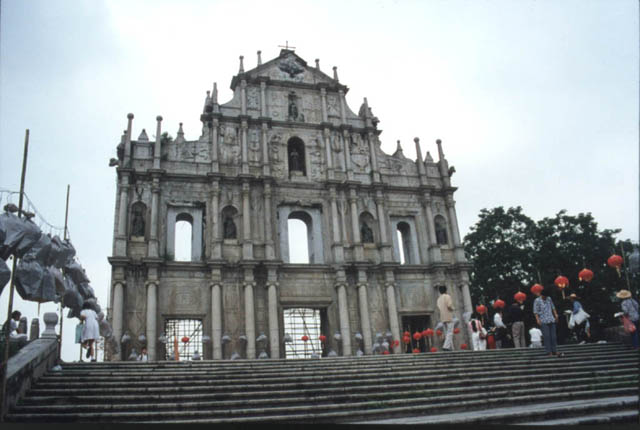
Ruínas (fachada) da Catedral de São Paulo, em Macau.

Este é o quarto templo do Colégio dos Jesuítas - o primeiro foi edificado em 1604. Seu revestimento interno e externo é todo em pedra de lioz, possui duas torres e abóbadas em madeira no teto. Em sua fachada, sobre as portas da igreja, existem imagens de três santos jesuítas: Santo Inácio de Loyola, São Francisco Xavier (padroeiro de Salvador) e São Francisco de Borja.
A parte histórica pode ser conferida no interior do templo, onde as talhas dos altares abordam a evolução dos estilos da arquitetura na Bahia. Outro momento marcante é o episódio do padre Antônio Vieira. Seus sermões o levaram à condenação pela inquisição e ele morreu em uma das celas da igreja em 1697.
O local também abriga o Museu da Catedral, com acervo de peças dos séculos 16 e 20, e pedras tumulares, com destaque para a do terceiro governador-geral do Brasil, Mem de Sá.

Na arquitetura civil também há inúmeros exemplos, como por exemplo o Palácio Nacional de Mafra (especialmente as torres) e a Estação de Maputo, em Moçambique.

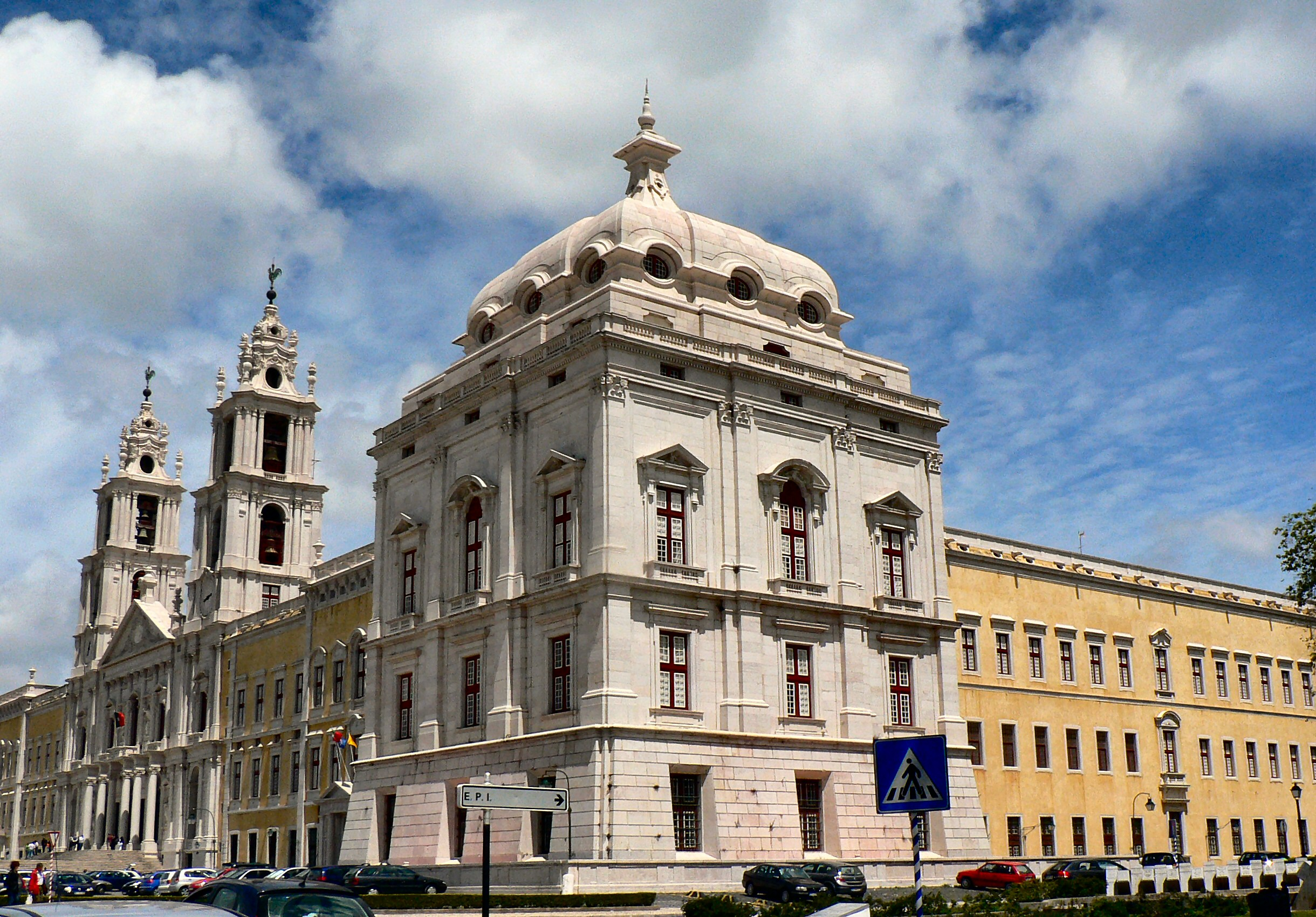
Palácio de Mafra, Portugal.

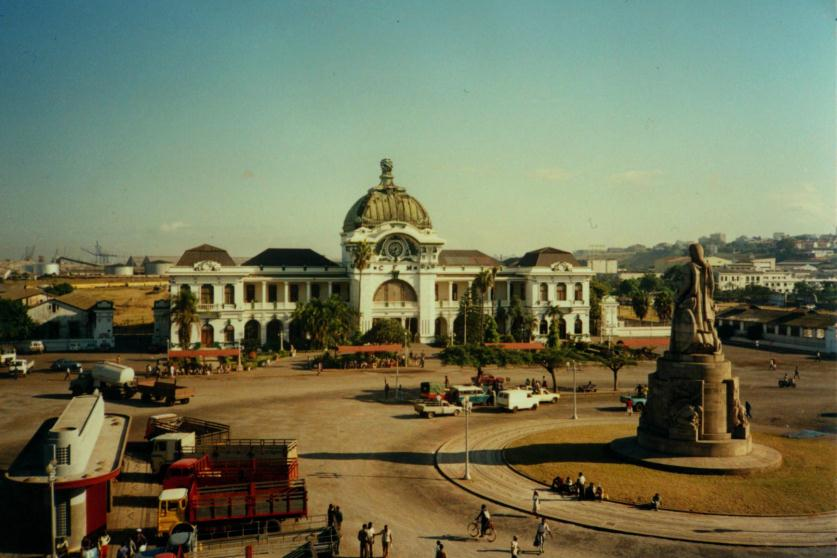
Estação de Maputo, Moçambique.

"Os trabalhos no palácio e mosteiro em Mafra começaram em 1717, depois de João V ter jurado construir um mosteiro como prova de gratidão pelo nascimento de um herdeiro ao trono. Foi, ao princípio, um edifício modesto, cujo objectivo era dar guarida a um pequeno número de monges. Mas, à medida que os barcos íam chegando a Portugal, trazendo mais e mais riqueza do Novo Mundo, novos planos se íam fazendo. Ao todo, 52.000 homens trabalharam no monumento que, depois de concluído, tinha capacidade para receber 330 frades, incluía uma zona real e uma das bibliotecas mais ricas da Europa, com cerca de 40.000 obras. No 41º aniversário do rei, a Basílica foi finalmente consagrada e os festejos duraram oito dias seguidos. João V morreu em Lisboa a 31 de Julho de 1750.
Vários monarcas encararam o palácio como casa de caça. Quando a família partiu para o exílio no Brasil, em 1807, levou a maior parte da mobília consigo. À medida que as tropas se juntaram para formar a invasão de Napoleão, Mafra foi-se tornando uma base militar e o mosteiro passou a servir como quartel.
Actualmente, este edifício está parcialmente sob as regras do IPPAR (Instituto Português do Património Arquitectónico), que se encontra a desenvolver um programa de recuperação. Uma das principais prioridades no campo da recuperação centrou-se nos históricos órgãos."
Quanto à estação ferroviária de Maputo:
"Segundo a Revista Newsweek, "A Estação Central de Maputo, provavelmente a mais bela de África, foi desenhada por Gustave Eiffel em 1910 e a ideia era que a sua aparência se assemelhasse a um Palácio com pilares de mármore e enfeites em ferro fundido".(...)A construção da estação central dos Caminhos de Ferro de Lourenço Marques (hoje Maputo), hoje totalmente encoberta pela imponente fachada que depois se lhe acrescentou encimada pela magnífica cúpula em cobre com a esfera armilar, havia sido começada no ano de 1908. Veio substituir a antiga - de madeira e zinco, construída pela companhia concessionária, que existia do outro lado da avenida 18 de Maio, defronte do actual Posto médico dos CFM. 
Tendo sido dada por concluída, ela foi solenemente inaugurada no dia 19 de Março de 1910. Tratava-se de um melhoramento importante que se ficava a dever ao engenheiro Lisboa de Lima, autor do projecto. 
Freire de Andrade, então Governador geral, solicitara ao Ministro e  Secretário do Estado da Marinha e do Ultramar que fossem enviados «dois escudos de Armas Reais portuguesas, lavrados em mármore, para serem afixados nos pórticos». Mas elas só chegariam em 1911, depois de
proclamada a República, e as armas tiveram que ser alteradas. Mesmo assim, jamais lá seriam colocadas por incúria dos que sucederam a Freire de Andrade: 
Para o pórtico da estação, por iniciativa, do Governador geral, Freire de Andrade, fora requisitada de Lisboa um Escudo Nacional em mármore lavrado, o qual tendo chegado a Lourenço Marques (Maputo) em 1911 a bordo do paquete «Beira», depois se perdeu.
Por fim recuperado nos nossos dias, foi solenemente colocado no seu lugar em Julho de 1970 por iniciativa do Gabinete de História dos Caminhos de Ferro de Moçambique - CFM. O Escudo Nacional, trabalhado em pedra de liós, é uma obra de arte de muita valia, tendo sido executado em Lisboa nas oficinas de Germano José de Salles & Filhos.
Ao acto solene da inauguração da nova estação, mesmo sem o escudo das Armas Reais, fez-se nesse dia aos 19 de Março de 1910, com a saída dos dois primeiros comboios para S. José de Lhanguene, onde se celebrava a festa de S. José, padroeiro daquela missão, presidiu o Governador geral Freire de Andrade. sete meses depois deste acontecimento proclamava-se a República Portuguesa. Uma vez implantado o novo regime, passado o período de entusiasmo pela vitória da revolução, inicia-se o da fúria demagógica na perseguição movida pelos «carbonários» de Lourenço Marques, que se intitulavam de «vigilantes da República», contra Freire de Andrade e certos directores e chefes de serviços públicos tidos por desafectos à República e por «reaccionários e traidores ao novo regime». Exige-se a demissão imediata de tais entidades e a sua expulsão de Moçambique, o que por fim veio a verificar-se em 8 de Abril de 1911. Era então nomeado Governador geral da Província (Moçambique), o capitão-tenente Freitas Ribeiro.
O engenheiro Lisboa de Lima, vítima também dessa desconcertante incompreensão popular, demite-se do cargo de director de porto e do Caminho de Ferro de Lourenço Marques. É substituído pelo engenheiro Lopes Galvão. Este, por sua vez, é substituído em 1912 pelo engenheiro João Henrique Von Haffe.
Porém, a confusão política, com reflexos na administração pública da Província, continua. Em 14 de Março de 1912 regressam a Lourenço Marques os cidadãos que em 2 e 5 de Julho de 1911 haviam sido, pelo Alto Comissário Azevedo e Silva, mandados desterrar para diferentes pontos da Província, como «carbonários».
As grandes figuras republicanas da época julgam então ter chegado a altura de submeter ao Ministro das Colónias uma representação-protesto reclamando melhoramentos imediatos para Moçambique. Em sessão magna reuniram-se os dirigentes da Associação dos Proprietários, dos Empregados de Comércio e da Indústria, dos Lojistas e da Câmara de Comércio.
Os Serviços dos Caminhos de Ferro de Moçambique, estiveram sempre em mãos de engenheiros distintos, com sobejas provas da sua capacidade e a eles coube solucionar diversos e intrincados problemas do pôs-guerra, num ambiente de ligeira trégua política.
Assim, deu-se por concluído o majestoso edifício sede dos CFM, um dos mais belos de Lourenço Marques e de Maputo."
Ainda em se tratando da arquitetura civil, o Palácio Nacional da Ajuda, em Lisboa, e o Paço de São Cristóvão no Rio de Janeiro, não apenas foram construídos na mesma época, como também contemplam soluções arquitetônicas semelhantes.

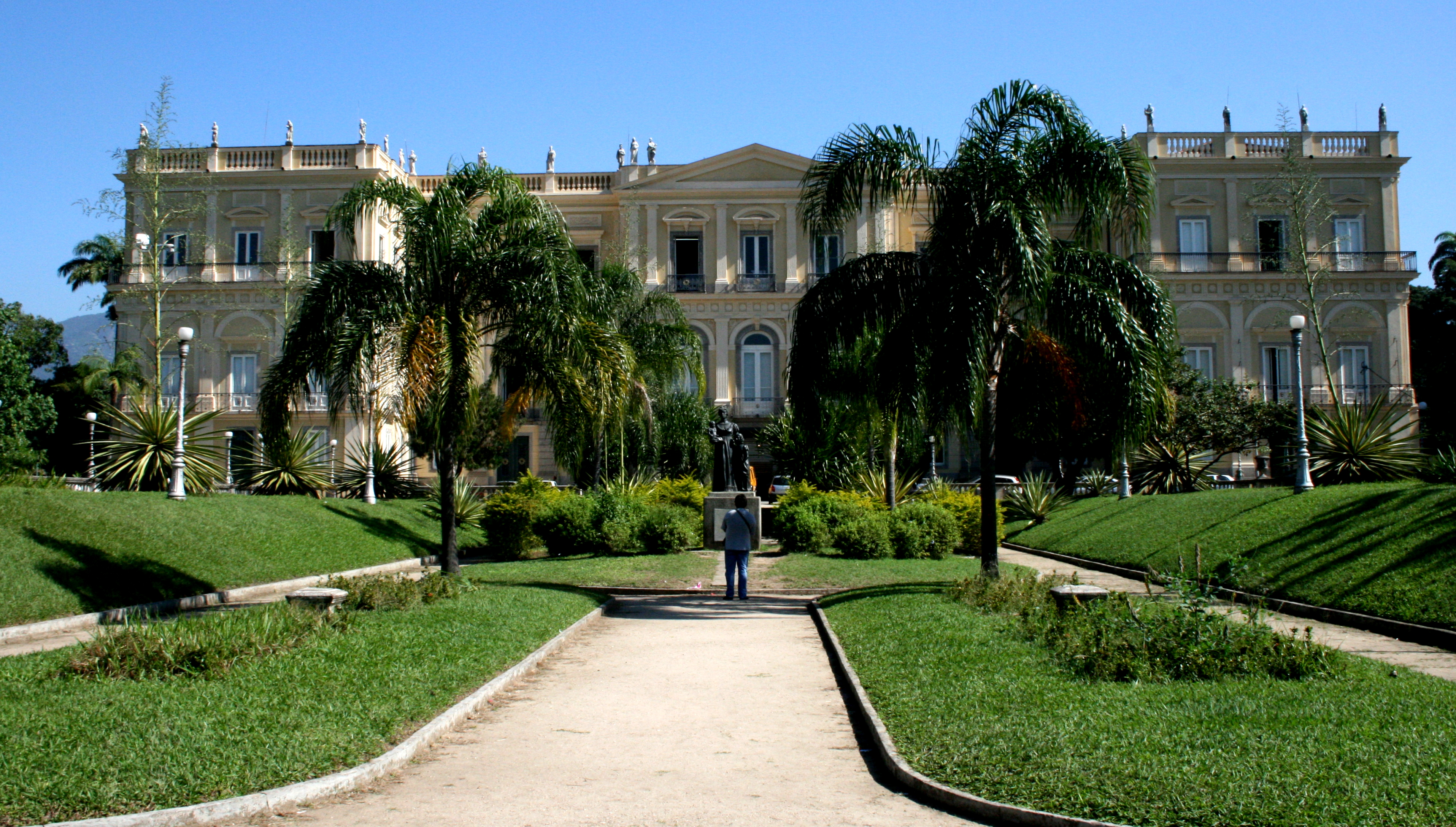
Paço Imperial de São Cristóvão (Quinta da Boa Vista), Rio de Janeiro, Brasil.

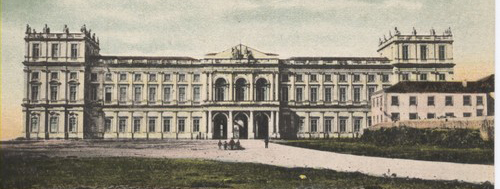
Palácio Nacional da Ajuda, Lisboa, Portugal.

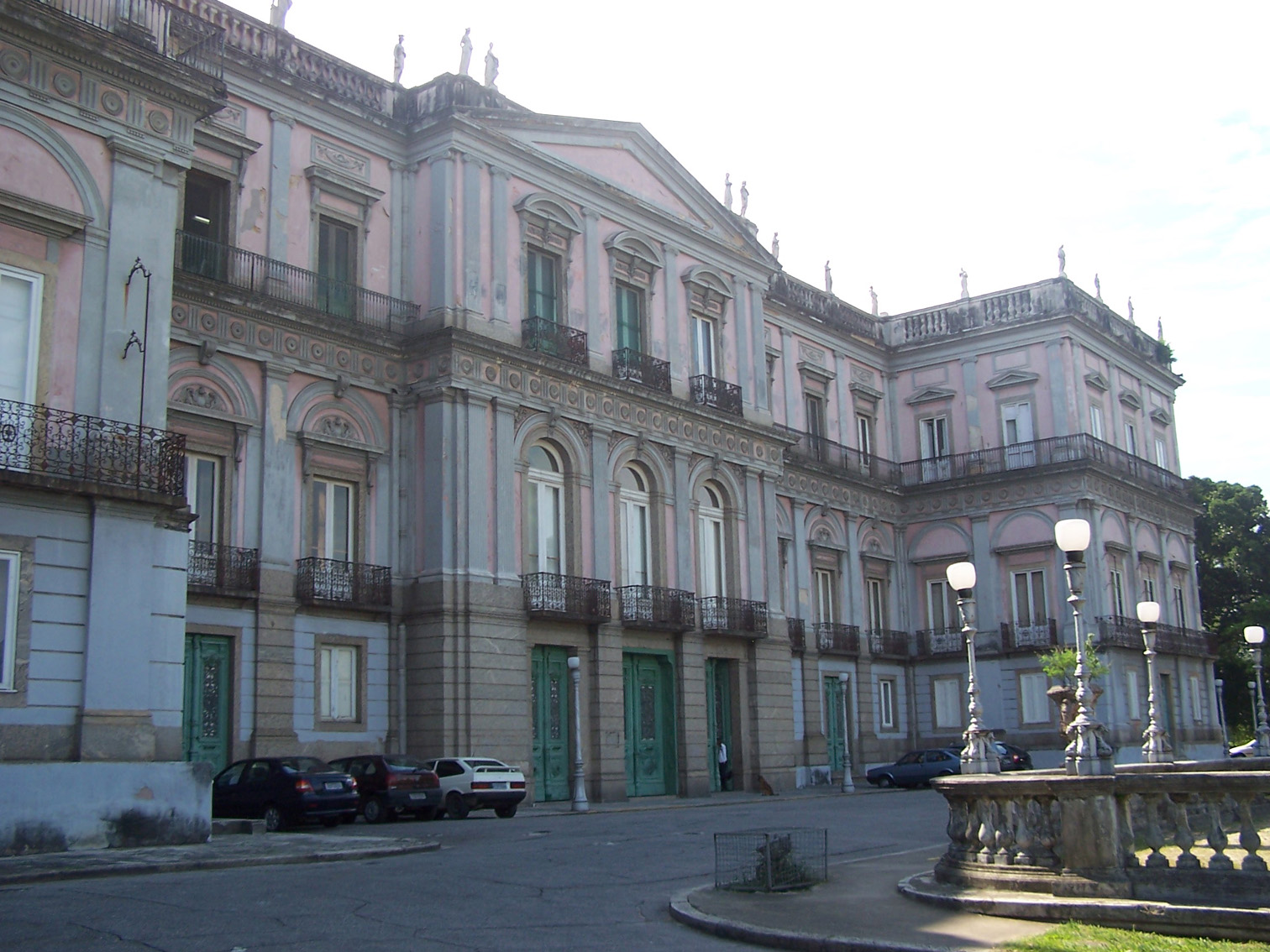
Paço Imperial de São Cristóvão (Quinta da Boa Vista), Rio de Janeiro, Brasil.

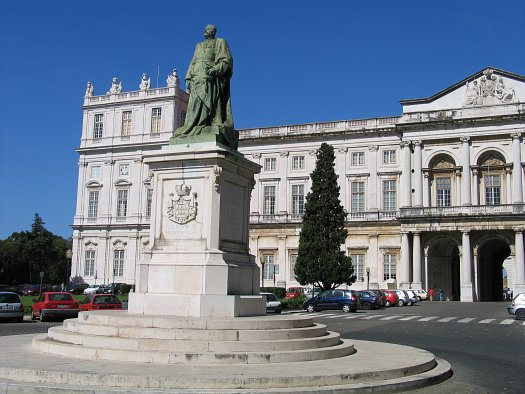
Palácio Nacional da Ajuda, Lisboa, Portugal.

"Implantado no local onde a família real portuguesa construiu a "Real Barraca" após o terramoto de 1755, assim designada por ser de madeira, o Palácio da Ajuda iniciou-se em 1795 segundo um projecto de Manuel Caetano de Sousa. Pouco depois o plano sofreria uma evolução significativa, com a introdução da estética neo-clássica e as novas formulações dos arquitectos Francisco Xavier Fabri e José da Costa e Silva. Apesar da magnificência do plano e dos avultados recursos financeiros, o Palácio foi habitado com muitas interrupções, até que D. Luís aqui se instalou definitivamente. Sua mulher, D. Maria Pia de Sabóia, empreendeu então obras de actualização estética, contratando para tal Joaquim Possidónio Narciso da Silva, que dotou o Palácio de novos espaços exóticos e outros de carácter funcional.
Encerrado após a implantação da República, foi parcialmente transformado em Museu em 1968, servindo ainda como sede do Ministério da Cultura, IPPAR e IPM. As colecções de artes decorativas, datadas dos Séculos XV a XX, provêm do acervo do antigo Paço Real da Ajuda. A diversificada tipologia de objectos decorativos e utilitários preenchem e recriam os diferentes ambientes oitocentistas, ao longo do percurso das salas do Museu."
PAÇO DE SÃO CRISTÓVÃO
Pouco tempo depois da trasladação da família real para o Rio, um rico comerciante português, Elias Antônio Lopes, pôs à disposição de D. João a sua bela casa de campo. A Chácara do Elias, situada em S. Cristóvão.
Era a Quinta da Boa Vista, no tempo "a melhor e mais ampla" de quantas vivendas no mesmo gênero existiam nos arredores da cidade. D. João gostou muito do presente, e dêsse sítio, fora do bulício do centro, e cercado de grande parque por onde serpeavam águas cantantes, fez a sua residência preferida, indo aí instalar-se com três de seus filhos, D. Miguel, D. Pedro e D. Maria Teresa.
Dona Carlota Joaquina, alegando as maiores facilidades que encontraria, em ponto mais acessível , para a educação das filhas menores que ficavam em sua companhia, deixou-se estar no Palácio da Praça do Carmo. Entretanto, aquela alegação seria apenas uma desculpa com que esconderia as desinteligências do casal, uma vez que ela não esquentava lugar e, a pretexto de mudança de ares, arranjou logo várias moradias de recreio e ora estava na Praia de Botafogo, esquina do Caminho Novo, ora em Mata-Porcos, ou ainda em Laranjeiras ou no Andaraí.
A mudança do Príncipe Regente para a Quinta muito concorreu para o desenvolvimento levado ao bairro de S. Cristóvão e zonas adjacentes. Até então a cidade quase que só se estendia até o Rossio Pequeno, depois Praça Onze de Junho. Daí por diante, no que começava a ser a Cidade Nova, ainda predominavam os alagadiços. Afora as comunicações marítimas, por barcos e canoas que partiam de vários pontos do centro e eram os mais procurados, dois caminhos levavam ao local.
Um deles, o mais curto, era o chamado Caminho dos Lanternas, apenas uma estreita língua de terra através de extenso mangue. O nome lhe veio de uma fieira de lampiões fincados à sua beira e que, à noite, indicavam as pranchas de madeira por onde deveriam correr os coches reais. Quanto ao outro, muito mais longo porém mais cômodo e pitoresco porque se fazia sempre por terreno enxuto e verdejante, partia de Catumbi e fraldejava os morros. Todavia, pela rapidez do trajeto, era aquele o preferido e passou a ter um enorme trânsito desde que a Quinta se transformou em Palácio de S. Cristóvão.
Apenas quem o procurasse sem poder dispor de sege, traquitana ou outra qualquer viatura, mas quisesse lá chegar, ao beija-mão do soberano, em certo estado de decência e sem se apresentar com o calçado totalmente enlameado, havia de palmilhar o aterrado de meias e botas à mão, até que, findo o tremedal, de novo as pudesse enfiar, depois de ter lavado os pés no ribeirão Maracanã.
Aliás, o próprio D. João se preocupava em melhorar e valorizar as zonas de acesso ao novo Paço e mandou que se concedessem determinadas vantagens aos que tomassem a iniciativa de construções nos lugares pantanosos da Cidade Nova. Todavia, a despeito dos percalços daquela via quase intransitável, o Palácio de S. Cristóvão já era a Versalhes tropical, como lhe chama Oliveira Lima, e para visitá-la e cortejar-lhe a figura real, talvez farejando um título ou uma venera, então distribuídos às mãos-cheias, vinham de onge, de Minas, de São Paulo e de toda parte, os grandes senhores da terra.
À Quinta, à simples Chácara do Elias, não bastavam um portão com as armas reais, nem algumas adaptações internas com ornamentação mais rica, das dependências reservadas à Sala do Trono e Sala do Conselho, para que se transformasse na Versalhes brasileira e, assim, a pouco, por sucessivas reformas, foi se adaptando às suas novas funções e adquirindo linhas de maior nobreza.Fez-lhe novas obras, em 1810, quem já se incumbira das primeiras, Manuel da Cunha, a fim de prepará-la para o casamento do Príncipe D.Pedro Carlos com a filha mais velha de D.João.
Seis anos mais tarde, sujeitou-a a outra reforma, emprestando-lhe a feição gótica, um casamento de D.Pedro, ao qual se destinou um apartamento especial. Essas obras, porém, não chegaram a ser terminadas e apenas foi ser acrescidos aos ângulos do edifício.
Pouco depois, ainda uma vez, coube a Manuel da Cunha prosseguir na reconstrução iniciada, o que fez dando-lhe de novo o antigo caráter português, mas com certos toques de influência árabe, conforme observa Debret. Nessa ocasião foi refeita, em semicírculo, a escada dupla, que levava à galeria, e modificou-se por completo a decoração das salas.
Manuel da Cunha morreu quando se terminavam os alicerces do segundo pavilhão, complemento da fachada principal do palácio. E veio a vez de Pedro José Pézerat, um artista francês especialmente contratado por D.Pedro para continuar o trabalho começado por Manuel da Cunha. Pézerat era hábil e revelou-se digno do que lhe fora confiado.
Além de concluir o pavilhão iniciado e paralelo ao antigo, no que pode realizar demonstrou a felicidade do seu plano, inclusive, o belo delineamento do parque, ao tempo protegido por aquele gradil, semelhante ao de Sion House, e que a D.João fora oferecido pelo Duque de Northumberland.
Mas, por aí, já se estava em 1831, quando o Imperador deixou o Brasil e Pézerat partiu para a França. A Quinta da Boa Vista, desde 1810, era bem maior do que a antiga Chácara do Elias. A ela, por aquisição pública, se tinham incorporado duas outras chácaras e alguns terrenos vizinhos."
Da mesma maneira, o Paço Imperial na Praça XV filia-se a uma longa tradição de edifícios portugueses.
"A origem do prédio remonta ao final do século XVII, 1699, quando a Casa da Moeda foi construída para fundir o ouro proveniente das Minas Gerais, na proximidade do mar, com a vantagem de facilitar os transportes marítimos.

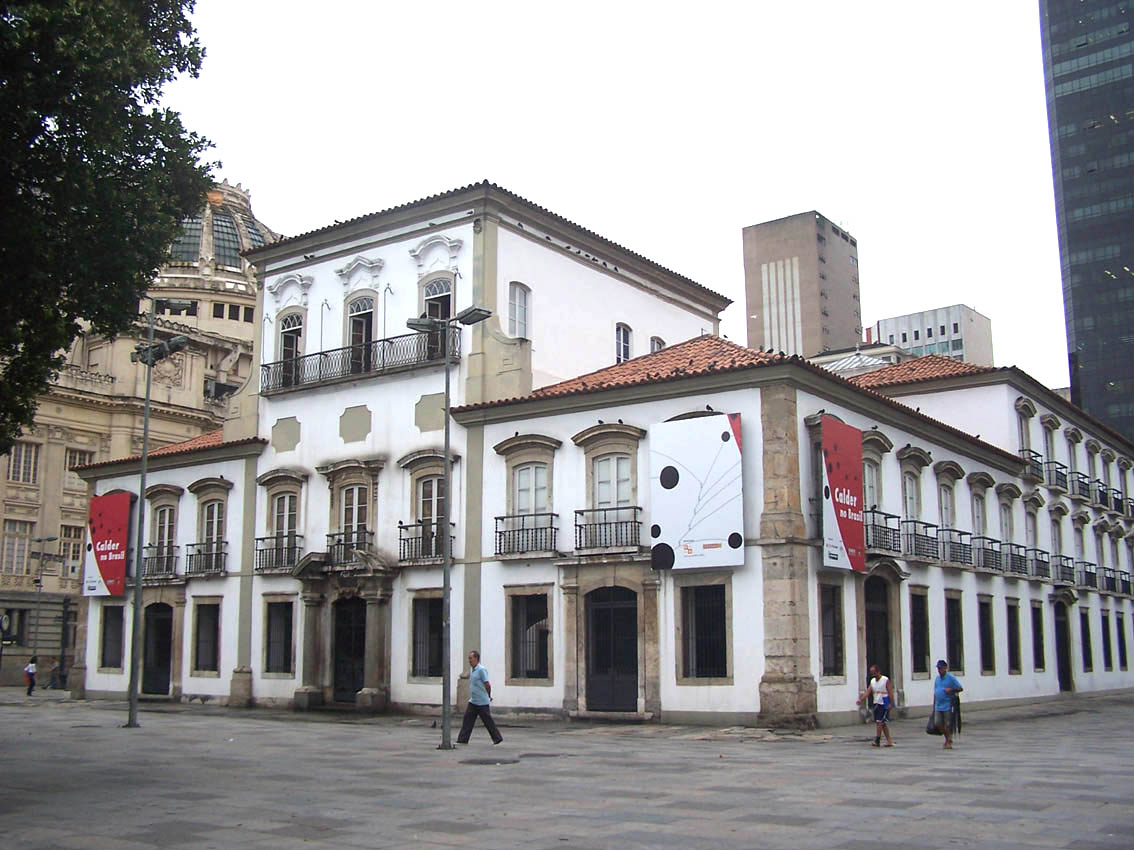
Paço Imperial, praça XV, Rio de Janeiro, Brasil.

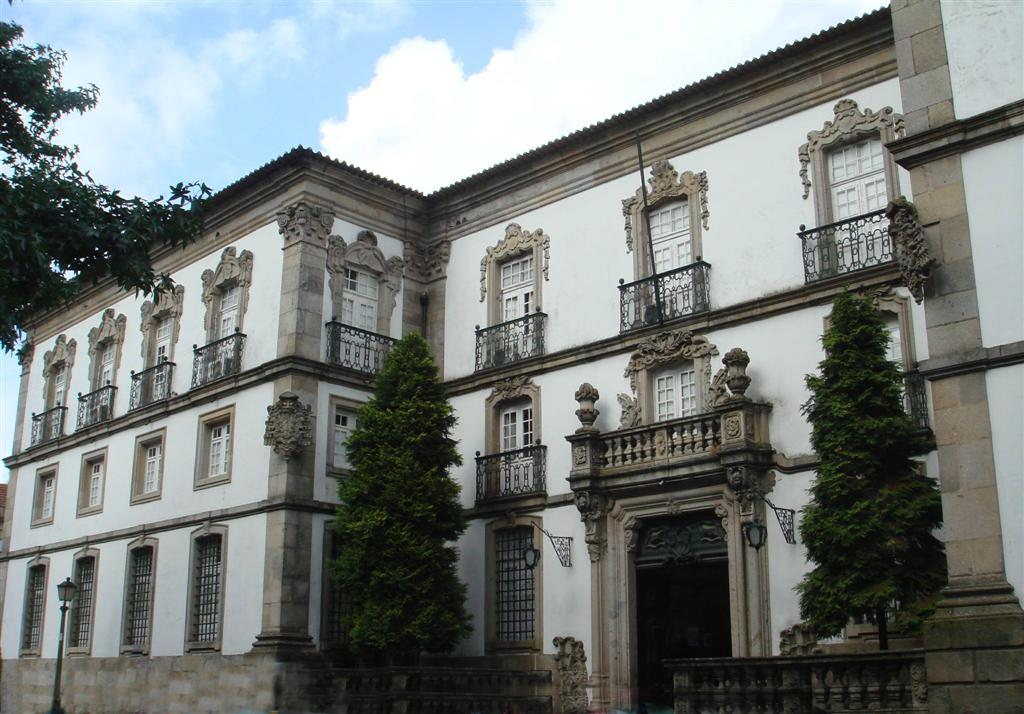
Paço Episcopal Bracarense.

Em planta datada de 1713, o Armazém Del Rey já aparece com essa denominação, remetendo ao local onde eram guardadas armas e munições reais. Mais tarde, como Palácio dos Vice-Reis, foi usado como cocheira para cavalos e carruagens.
Ante a ameaça da invasão de Portugal por Napoleão Bonaparte, o Príncipe Regente, D. João de Bragança, futuro D. João VI, não relutou em deixar Lisboa com a mãe incapacitada mental, a Rainha D. Maria I, e estabelecer-se no Brasil.
A Família Real portuguesa, a Corte e muitos dos vassalos que quiseram acompanhá-la embarcaram para o Brasil, com destino à Cidade de São Sebastião do Rio de Janeiro, em 36 navios com cerca de 12.000 a 15.000 pessoas, sob proteção de um esquadrão britânico.
Em 22 de janeiro de 1808, a frota ancorava em Salvador. Em março, D. João transferiu-se para o Rio de Janeiro, transformando a cidade em sede da Monarquia. O Paço tornou-se residência da Família Real, recebendo a denominação de Paço Real e passou a ser elemento relevante no contexto do poder estabelecido.
A chegada da Corte provocou uma grande transformação na cidade. No Paço, várias modificações foram realizadas.
Os cômodos voltados para o mar e para a praça constituiriam a parte nobre do prédio, como a Sala do Trono, onde ocorreriam as audiências reais; no corpo da frente e no centro da fachada voltada para a praça, alojaram-se os membros da Família Real. Construiu-se um passadiço, agregando o Paço ao Convento do Carmo e à casa da Câmara e Cadeia, para facilitar a movimentação dos acomodados nesses espaços. As celas do convento foram transformadas em aposentos para a Rainha D. Maria I e suas damas. A antiga capela do convento foi transformada em Capela Real. Em 1817, foi erguido um terceiro pavimento na fachada voltada para o mar, dando ao prédio o aspecto palaciano. O local foi destinado aos aposentos reais.
Apesar das reformas, o palácio ainda era considerado desconfortável para a Família Real, que se transferiu para a Quinta da Boa Vista. O Paço permaneceu como sede do governo, local dos despachos e recepções oficiais, de grandes cerimônias e festejos como a coroação de Dom João VI (6 de fevereiro de 1818) e a chegada de D. Leopoldina para o casamento com o príncipe D. Pedro (5 de novembro de 1817).
Com a declaração da independência do Brasil, o Paço Real transformou-se em Paço Imperial. O prédio foi pintado de amarelo, cor do Império, e as janelas ganharam balcões de ferro dourados.
O Paço Imperial, de 1822 a 1890, foi palco de todos os eventos políticos, religiosos, econômicos e o local de onde se governava o país. Manteve sua importância na cidade, pela nobreza e imponência de sua arquitetura - casa-sede do governo imperial -, cenário de acontecimentos históricos como a aclamação de dois imperadores, D. Pedro I e D. Pedro II, o Dia do Fico (9 de janeiro de 1822) e a assinatura da Lei Áurea, pela Princesa Isabel, que aboliu a escravatura no Brasil (13 de maio de 1888).
Após a Proclamação da República, o Paço perde sua posição de palácio, ligado ao poder monárquico, e passa a sediar o Departamento de Correios e Telégrafos.
Nas décadas de 20 e 30, o prédio passou por diversas reformas para acolher a repartição. Um prédio de três pavimentos foi construído no interior do pátio maior, o 3° pavimento é ampliado por todo o perímetro da construção, as platibandas foram retiradas e um frontão de estilo neocolonial é erguido na fachada principal.
Em 1938, o prédio foi tombado pelo Patrimônio Histórico e, em 1982, iniciaram-se os trabalhos de restauração.
Desde 1985, o Paço Imperial é um centro cultural vinculado ao Instituto do Patrimônio Histórico e Artístico Nacional – IPHAN do Ministério da Cultura. A restauração do prédio foi orientada pela perspectiva de reabilitar e valorizar as marcas deixadas pelas diferentes fases históricas e suas sucessivas intervenções.
Seus espaços estão perfeitamente adequados a diversos projetos de exposições, atendendo às condições exigidas pelas normas internacionais de conservação de obras de arte. A linha de atuação adotada encontra uma metáfora concreta na restauração, feita entre 1982 e 1985, que mescla elementos originais do prédio com outros contemporâneos.
A arquitetura militar também seguiu padrões mais ou menos universais, se valendo da brita ou da mistura de areia com a cal e o óleo de baleia. Comparem por exemplo o forte de Luanda, de 1575, e o Forte de São João, em Bertioga-SP, Brasil, a primeira edificação armada do Brasil, de 1532. 
O Forte de São João de Bertioga localiza-se na barra de Bertioga, no continente, fronteiro à ilha de Santo Amaro, no litoral do estado brasileiro de São Paulo. Foi de Bertioga que saíram as embarcações para fundar as primeiras cidades do Brasil sendo a vila de São Vicente e Santos e Rio de Janeiro.

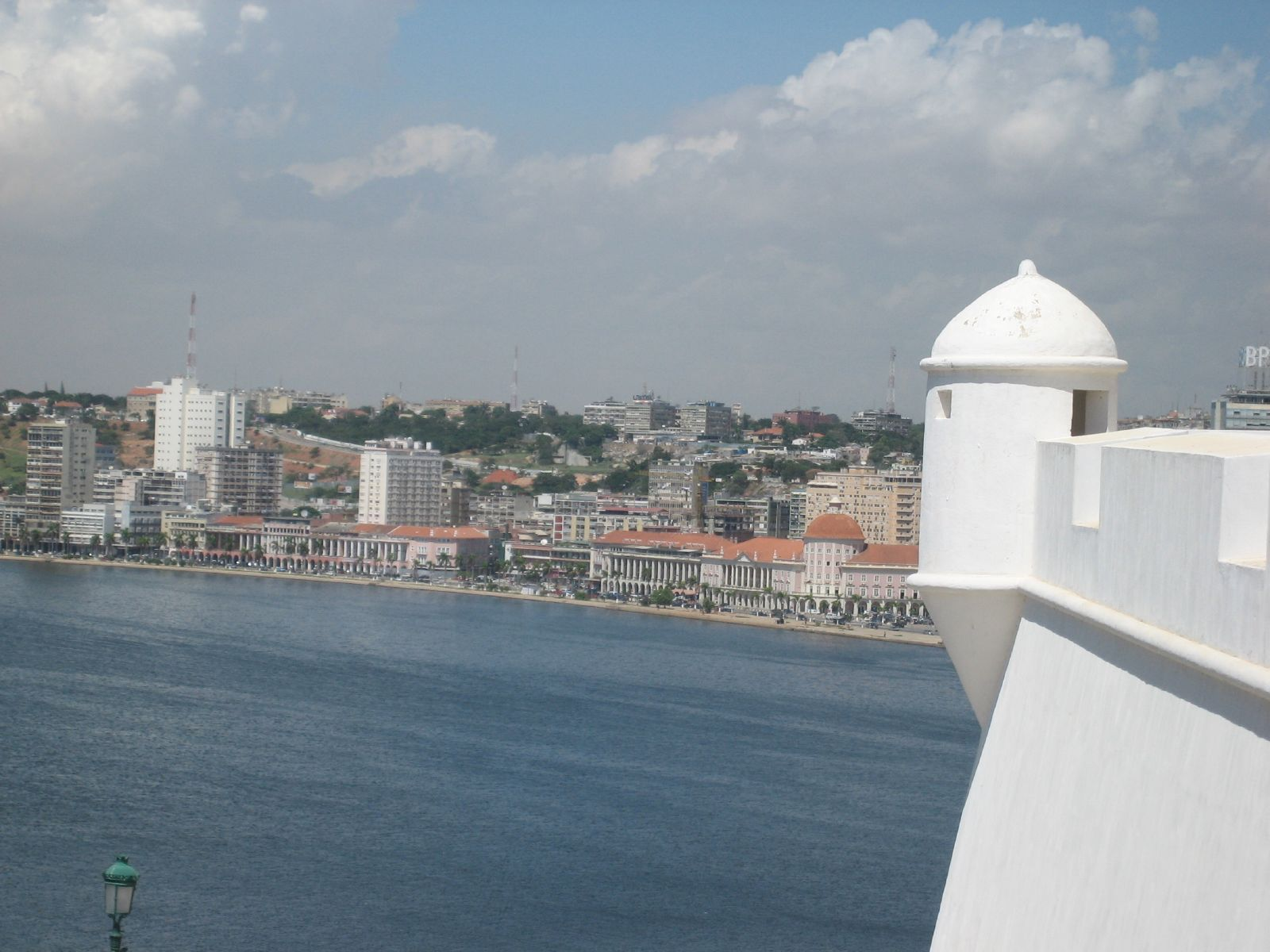
Torre de forte em Luanda, Angola.

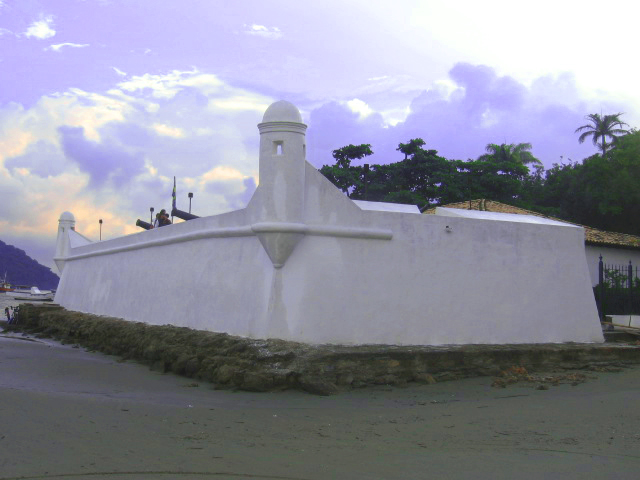
Forte São João, Bertioga-SP, Brasil.

"Erguida por determinação do primeiro Governador, Paulo Dias de Novais, em 1575, é a primeira estrutura defensiva construída em Luanda (e em Angola).
No contexto da União Ibérica, a cidade de São Paulo de Luanda foi alçada à categoria de capital administrativa da região de Angola em 1627. Para a sua defesa, foi erguida uma nova fortificação, concluída em 1634.
O forte e a cidade cairam em mãos da Companhia Neerlandesa das Índias Ocidentais no período de 24 de Agosto de 1641 a 15 de Agosto de 1648, quando foram recuperadas para a Coroa Portuguesa por uma expedição armada na Capitania do Rio de Janeiro, no Brasil, por Salvador Correia de Sá e Benevides. Durante o período de ocupação Neerlandesa foi denominado como Fort Aardenburgh.
Com a extinção do Depósito de Degredados de Angola, por Portaria de 8 de Setembro de 1938, do então ministro das Colónias Francisco José Vieira Machado, que nela estava instalado, a Fortaleza de São Miguel foi classificada como Monumento Nacional por Decreto Provincial de 2 de Dezembro do mesmo ano, vindo a instalar-se nele, no ano seguinte, o Museu de História.
Considerada como um dos principais patrimónios edificados da capital e do país, foi recentemente restaurada e actualmente encontra-se bem conservada. De propriedade do Estado, está afectada ao Ministério da Defesa e ao Ministério da Cultura. Em suas dependências funciona o Museu Central do Exército."

## Galeria

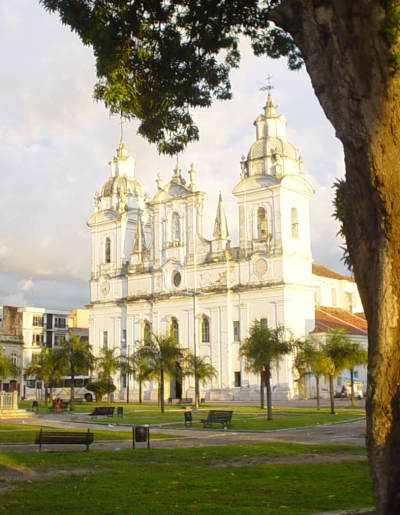
Catedral de Belém-PA, Brasil.
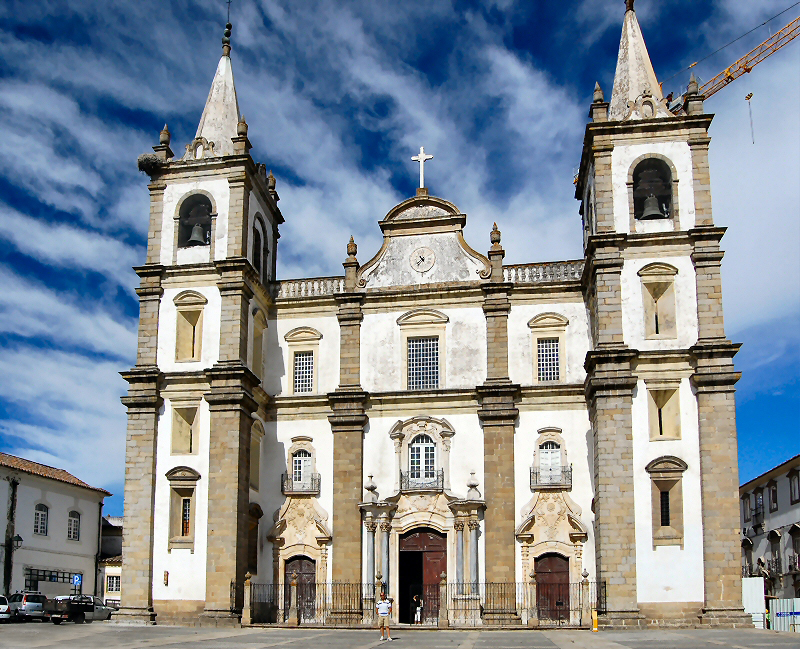
Sé Catedral de Portalegre, Portugal.
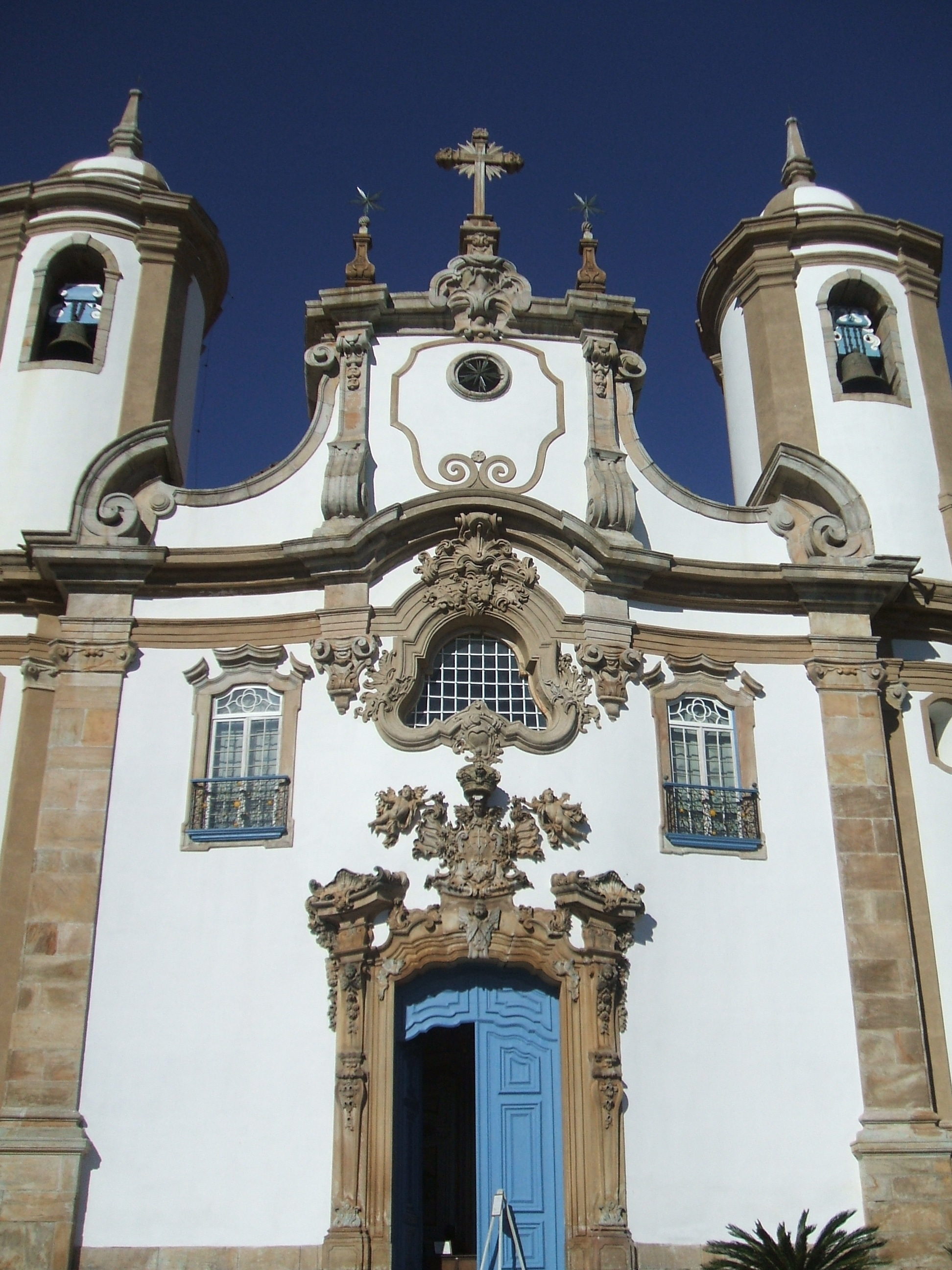
Igreja Nossa Senhora do Carmo, Ouro Preto-MG, Brasil.
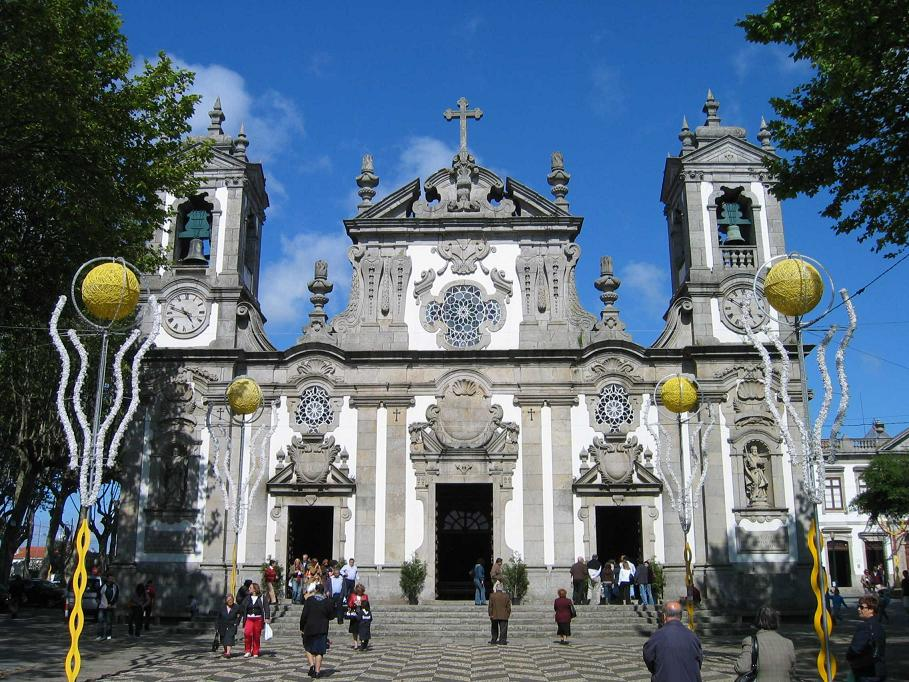
Igreja de Matosinhos Portugal 02.jpg
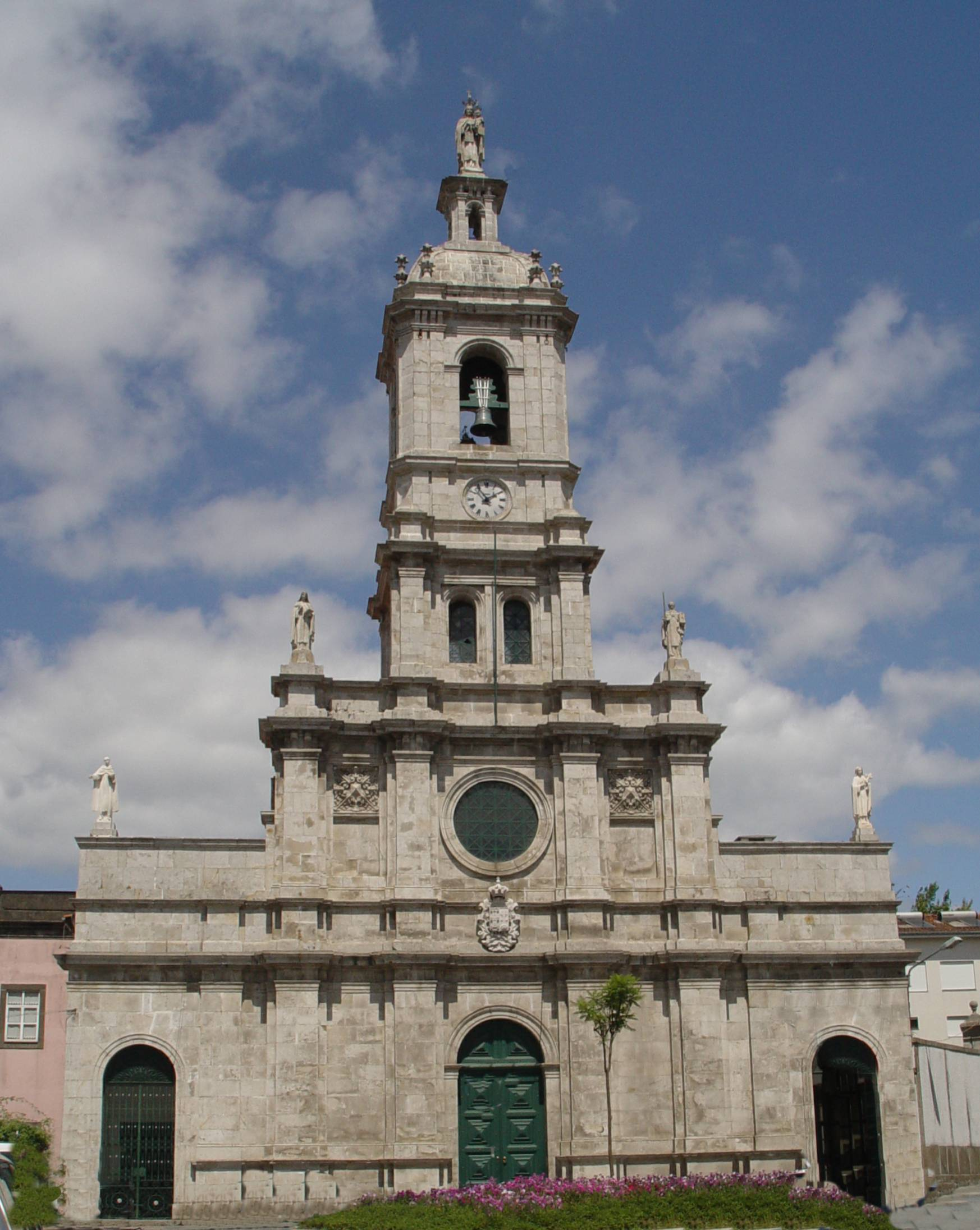
Igreja do Carmo Braga, Portugal.
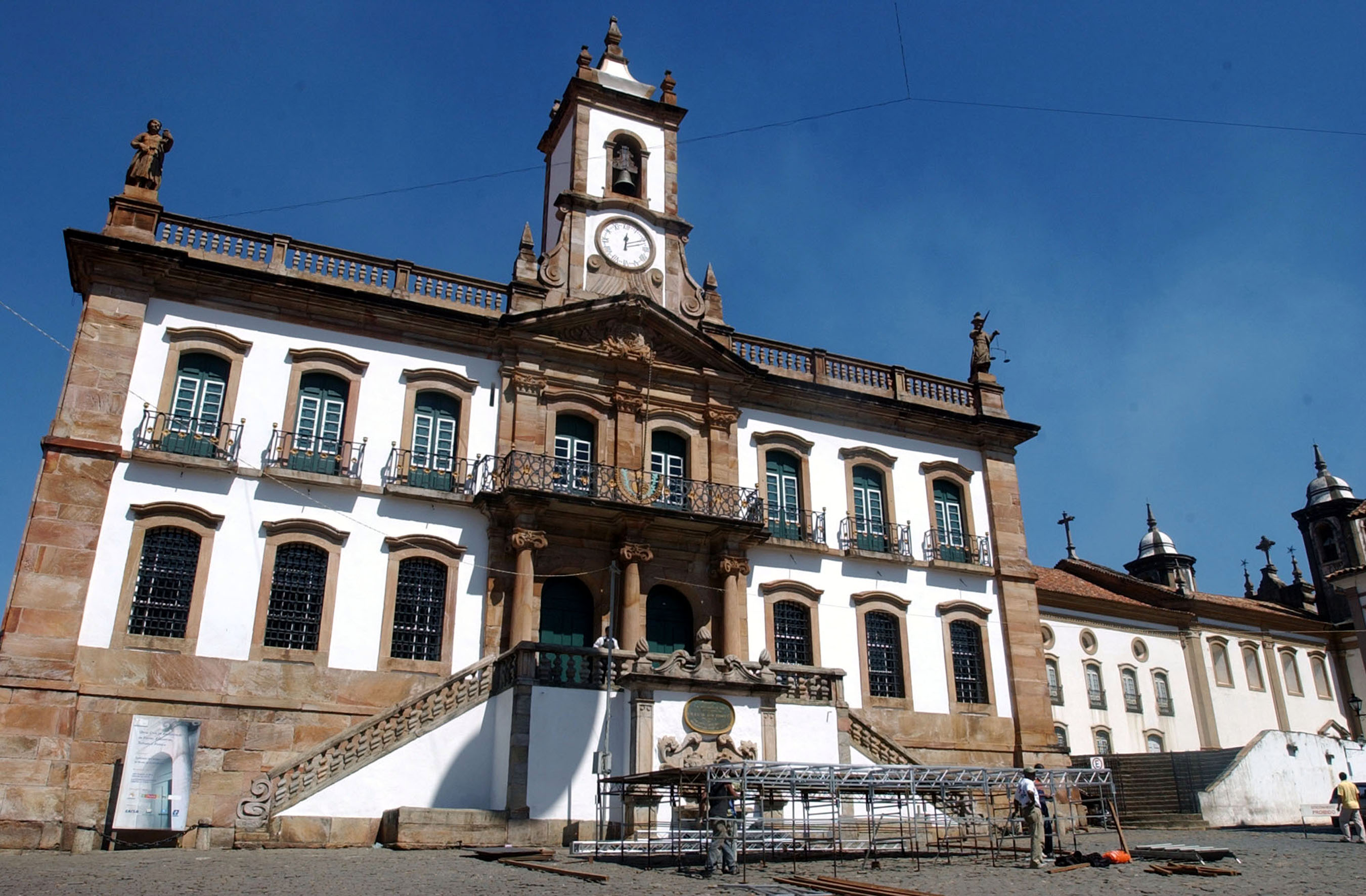
Museu da Inconfidência, ouro Preto-MG, Brasil.